# 伊朗司法部
伊朗司法部負責就政府的訴訟提出檢控，司法部部長是國家的首席檢察官。司法部沒有警權，警權屬於內政部。伊朗憲法第160條概述了司法部部長一職。
現任司法部部長是莫爾塔扎·巴赫蒂亞里（Morteza Bakhtiari）。

## 參閱
- 伊朗經濟法列表（英语：List of economic laws in Iran）
- 伊朗賦稅（英语：Taxation in Iran）
- 伊朗知識產權（英语：Intellectual property）
- 伊朗勞動法（英语：Iranian labor law）
- 伊朗褻瀆法（英语：Blasphemy law in Iran）
- 伊朗核成果保護法（英语：Iran Nuclear Achievements Protection Act）
- 伊朗伊斯蘭共和國司法制度（英语：Judicial system of the Islamic Republic of Iran）
- 伊朗死刑（英语：Capital punishment in Iran）
- 伊朗神職人員特別法庭（英语：Special Clerical Court）
- 伊朗伊斯蘭革命法庭（英语：Islamic Revolutionary Court）
- 伊朗-美國版權關係（英语：Iran–United States copyright relations）
- 伊朗總檢察長（英语：Prosecutor-General of Iran）

## 外部連結
- 官方网站